# Робертс, Дженнифер
Дженнифер Робертс (англ. Jennifer Roberts) — государственный и политический деятель Соединённых Штатов Америки. Член Демократической партии США, с 2015 по 2017 год являлась мэром Шарлотта.

## Биография
Родилась 18 апреля 1960 года в Роли, штат Северная Каролина. В 1978 году окончила среднюю школу и поступила в Университет Северной Каролины в Чапел-Хилл, по окончании которого получила степень бакалавра наук. Затем Дженнифер Робертс продолжила обучение в Университете Джонса Хопкинса и Торонтском университете, окончив их со степенью магистра наук.
Работала в банковской сфере, учителем математики в школе, а также преподавала в Университете Северной Каролины в Чапел-Хилл. Владеет французским, испанским и итальянским языками. В 1990 году поступила на службу в Государственный департамент США. Замужем за Мэйнли Робертсом, у пары двое детей.
2 ноября 2015 года состоялись выборы мэра Шарлотта. Дженнифер Робертс одолела действующего мэра города Дэна Клодфелтера на внутрипартийных выборах Демократической партии в сентябре 2015 года, а в ноябре 2015 года на всеобщих выборах одержала победу над Сью Майрик, кандидатом от Республиканской партии США.
В сентябре 2017 года Дженнифер Робертс проиграла на внутрипартийных выборах Виоле Александер Лайлс, которая затем в ноябре 2017 года была избрана мэром Шарлотта.